# Lac Devlin
Pour les articles homonymes, voir Devlin.
Le lac Devlin est un plan d'eau douce chevauchant les municipalités de Belleterre et de Laforce, dans la municipalité régionale de comté (MRC) de Témiscamingue, dans la région administrative de Abitibi-Témiscamingue, dans la province de Québec, au Canada.
Le lac Devlin est entièrement situé en zones forestières, sans zone de villégiature. La foresterie constitue la principale activité économique du secteur.
Annuellement, la surface du lac est généralement gelée de la mi-novembre à la fin avril, néanmoins, la période de circulation sécuritaire sur la glace est habituellement de la mi-décembre à la mi-avril.

## Toponymie
Le terme « Devlin » constitue un patronyme de famille d’origine anglaise.
Le toponyme « lac Devlin » a été officialisé le 5 décembre 1968 par la Commission de toponymie du Québec lors de sa création.

## Géographie
Les principaux bassins versants voisins du lac Devlin sont :
- côté nord : lac Simard (Témiscamingue), ruisseau Klock, lac Grassy (Témiscamingue), rivière des Outaouais ;
- côté est : ruisseau Rave, rivière Marécageuse, lac Soufflot, rivière aux Sables (Témiscamingue) ;
- côté sud : rivière Guillet, rivière aux Sables (Témiscamingue), rivière Saseginaga, rivière Blondeau (rivière Fraser) ;
- côté ouest : Lac aux Sables, ruisseau Girard, rivière des Outaouais, lac des Quinze (Témiscamingue), rivière Blondeau (rivière Fraser).

Le lac Devlin comporte une zone de marais principale sur la rive Sud-Est. Ce lac est connecté au lac Thibault (situé au Sud) par un détroit de 0,8 km dans le sens Nord-Sud.
L’embouchure du lac Devlin est situé à :
- 6,5 km au Sud-Est de l’embouchure du ruisseau Klock ;
- 20,4 km au Sud-Est de l’embouchure du lac Simard (Témiscamingue) ;
- 88,0 km au Sud-Est du centre-ville de Rouyn-Noranda ;
- 43,2 km à l’Est de l’embouchure du lac des Quinze (Témiscamingue) (barrage des Quinze) ;
- 11,2 km au Nord du village de Belleterre[2].

Le lac Devlin se déverse par le Nord-Ouest dans le ruisseau Klock lequel coule vers le Nord-Ouest jusqu’à la baie Klock située sur la rive Sud du lac Simard (Témiscamingue). La partie Nord-Ouest de ce dernier est traversée vers l’Ouest par la rivière des Outaouais. De là, cette dernière coule vers le Sud-Ouest, puis le Nord-Ouest, avant de traverser la Centrale des Rapides-des-Quinze, puis le lac Témiscamingue.